# Ernest Apers
Ernest Apers (Boom, 23 december 1883 – Heverlee, 19 november 1959), was een Belgisch architect. 

## Biografie
Ernest Apers, geboren als Jean Guillaume Ernest Apers, liet zich altijd Ernest noemen. Hij studeerde onder meer aan de Academie te Antwerpen teneinde architect of ‘bouwmeester’ te worden, en vestigde zich in zijn geboortestad (Boom) in die functie.
Hij trad op 27-jarige leeftijd in het huwelijk met Julia Keyenbergh.
In 1917, tijdens de Eerste Wereldoorlog, verhuisde hij met zijn gezin naar Leuven waar hij in dienst kwam van de Belgische Boerenbond. Daar gaf hij advies over de aanleg en inrichting van hoeven en landelijke gebouwen.
Apers kwam in contact met Joseph Vanden Berghe uit Roeselare. In die stad en in de hele regio was tijdens de oorlog veel schade geleden : verscheidene gebouwen dienden heropgebouwd. Vanden Berghe werd er Toegevoegd Hoog Koninklijke Commissaris van de Dienst der Verwoeste Gewesten. Apers kwam in 1920 (jaar van zijn verhuis naar Roeselare) terecht in de ‘Kring der Bouwmeesters van Roeselare’. Hij werd er een van de architecten die zich met de wederopbouw van de stad en de regio bezighielden. Bij deze groep was René Doom als voorman een voorstander van de regionalistische bouwstijl.
Een van Apers projecten was onder meer de plaatsing van fraaie nieuwe gevels voor de woningen op de Grote Markt. Hij kreeg ook veel opdrachten van de sociale bouwmaatschappij ‘De Mandel’. Zo mocht hij verscheidene woningen ontwerpen in de nieuwe sociale woonwijk het Mandelkwartier.
In 1924 werd Apers de vaste architect van de sociale bouwmaatschappij Eigen Heerd uit Rumbeke.
Apers realiseerde niet alleen heel wat sociale bouwprojecten en reconstructie. Hij waagde zich ook aan de particuliere woningbouw. Toen de art-deco-stijl in Vlaanderen opgang maakte, evolueerde Apers snel van het regionalisme naar de art deco. Hij ontwierp in deze stijl onder meer een woning op het Stationsplein, die later als monument geklasseerd werd. 
Apers liet in Roeselare voor zijn gezin een eigen woning optrekken.
Zijn engagement in het lokale verenigingsleven was niet beperkt tot de culturele verenigingen. Hij werd bijvoorbeeld secretaris van de voetbalclub S.K. Roeselare.
Apers bleef ook na de Tweede Wereldoorlog actief tot zijn gezondheid achteruit ging. 
In 1959 verhuisde hij naar Heverlee waar hij bij zijn zoon Desiré (professor) ging wonen. Enkele maanden later overleed hij.

## Bron
- ASPESLAGH, Peter. Bouwen in Roeselare. Ernest Apers. Oeuvrelijst. Roeselare, 2010.